# 范常
范常，字子權，安徽省滁縣人，明朝初期政治人物。
朱元璋攻陷滁縣時，范常到軍營獻計，后留幕下。經常與朱元璋交談解惑。當時部隊攻下和州時進行掃蕩擾民，范常對朱元璋說：“攻下一個城池就這樣，以後怎麼成大事？”朱於是指責部隊，并搜尋軍中掠奪的婦女，還給其家，百姓於是大悅。后朱元璋命其寫文禱告，后受任元帥府都事。攻下太平時，命為知府。范常以簡約樸素為治理之策，撫恤安民。當時官糧尚足，還分于百姓種植所用，至秋天收穫后再換公家，使得公私具足。其任職三年，深受百姓愛戴，后召入任侍儀。
洪武元年，其升任翰林直學士兼太常卿，后因病而辭職還鄉，賜以安車，朱元璋親賦詩歌送別。其子范祖，任雲南左參政，為官清廉有道。